# Osamu Maeda
Osamu Maeda (japonsky 前田治, Maeda Osamu; * 5. září 1965) je bývalý japonský fotbalista a reprezentant.

## Reprezentační kariéra
Osamu Maeda odehrál 14 reprezentačních utkání. S japonskou reprezentací se zúčastnil Mistrovství Asie ve fotbale 1988.

## Statistiky
| Japonsko | Japonsko | Japonsko |
| Roky     | Záp.     | Góly     |
| -------- | -------- | -------- |
| 1988     | 5        | 1        |
| 1989     | 9        | 5        |
| Celkem   | 14       | 6        |